# Adolf Hechelmann
Adolf Hechelmann (* 10. Februar 1905 in Leipzig; † 11. August 1962 in Hagen) war ein deutscher Schriftsteller und Übersetzer.

## Leben
Adolf Hechelmann gehörte dem Jesuitenorden an und unterrichtete als Oberstudienrat. Neben theologischen Fachveröffentlichungen verfasste er einige Jugendbücher und übersetzte für die Reihe der „Spurbücher“ zahlreiche Romane aus dem Französischen.

## Werke
- Die Rätsel von Katsch, Köln 1932
- Ärgernisse in der Kirche, Kevelaer 1938
- Anklagen gegen Christus, Kevelaer 1938
- Nordisches Christentum nach Snorris Königsbuch, Kevelaer 1938
- Leben im Heiligen Geist, Hamburg 1949
- Harry sucht einen Weg, Colmar 1950
- König Sigurds Fahrt, Colmar 1957
- Die Todesfahrt der Pamela und andere Geschichten, Colmar [u. a.] 1961 (zusammen mit Maurice Vauthier)

## Übersetzungen
- Jean-Claude Alain: Björns gute Tat, Colmar 1955
- Jean-Claude Alain: Im Schatten des anderen, Colmar 1957
- Jean-Claude Alain: Die Jungen vom Hafen, Colmar 1956
- Jean-Claude Alain: Und wurden doch Freunde, Colmar 1955
- Claude Appell: Hundert Kameraden, Colmar 1952
- Philippe de Baer: Jacky im Nebel, Colmar 1958
- Georges Cerbelaud-Salagnac: Im Zeichen der Schildkröte, Colmar 1948
- Antoine Gérard de Chamberlhac: Jagd auf Malud, Colmar 1955
- Antoine Gérard de Chamberlhac: José-Mohammed, Colmar 1956
- Arnauld de Corbie: Corrida von Pamplona, Colmar 1949
- Serge Dalens: Der Junge im Schatten, Colmar 1950
- Joëlle Danterne: Das Fähnlein der sieben Verschleppten, Colmar 1949
- François Doris: Der Gehetzte, Colmar [u. a.] 1959
- Jean-Louis Foncine: Das alte Posthaus, Colmar 1948
- Jean-Louis Foncine: Die Bande der Ayacks, Colmar 1949
- Jean-Louis Foncine: Kampf um Guy, Colmar 1953
- Jean-Louis Foncine: Wiesel und Adler, Colmar 1950
- Mik Fondal: Micky greift ein, denn eine Million verschwand im „Wilden Eber“, Colmar 1957
- Michel Gasnier: Die Botschaft von Lourdes, Colmar 1953
- Jean d'Izieu: Die Brüder vom Rhein, Colmar [u. a.] 1958
- Jean d'Izieu: Der Held ohne Antlitz, Colmar 1955
- Jean d'Izieu: SOS Chatillon, Colmar 1953
- Jean d'Izieu: Die Waldläufer, Colmar [u. a.] 1959
- Pierre Labat: Der weiße Mantel, Colmar 1952
- Boris Lalande: Sturm um Aballon, Colmar 1957
- Guy de Larigaudie: Tiger und Panther, Colmar 1948
- Jules Lebreton: Jesus Christus, Leben und Lehre, Colmar [u. a.] 1952
- Henriette Robitaillie: Australisches Abenteuer, Colmar [u. a.] 1958
- Aimé Roche: Der Häuptling mit dem Elfenbeinauge, Colmar 1948
- Bruno Saint-Hill: Billy von West Hill, Colmar [u. a.] 1959
- Geoffrey Trease: Der Mann mit der Seidenschnur, Colmar [u. a.] 1958
- Jean Valbert: Schwere Treue, Colmar 1954
- Jean Vergriete: Joël unter den Sternen, Colmar 1957

| Personendaten    | Personendaten                           |
| ---------------- | --------------------------------------- |
| NAME             | Hechelmann, Adolf                       |
| KURZBESCHREIBUNG | deutscher Schriftsteller und Übersetzer |
| GEBURTSDATUM     | 10. Februar 1905                        |
| GEBURTSORT       | Leipzig                                 |
| STERBEDATUM      | 11. August 1962                         |
| STERBEORT        | Hagen                                   |